# Toko Blaze
vignette
 (avril 2024).
Si vous disposez d'ouvrages ou d'articles de référence ou si vous connaissez des sites web de qualité traitant du thème abordé ici, merci de compléter l'article en donnant les références utiles à sa vérifiabilité et en les liant à la section « Notes et références ».
Pour les articles homonymes, voir Blaze.
Toko Blaze, de son nom civil Christian Vlei, né le 21 mars 1973 à Niamey (Niger), est un chanteur de ragga, rub-a-dub et rap français.

## Biographie
Toko Blaze, de son nom civil Christian Vlei, né le 21 mars 1973 à Niamey au Niger d'un père guéré (Côte d'Ivoire) et d'une mère bamoun-bamiléké (Cameroun), est un chanteur de ragga, rub-a-dub et rap français. Papa infirmier dans l’armée française, il a passé une partie de son enfance entre la cité des Rosiers (13014) et l’Afrique subsaharienne.
En 1984, la famille quitte les quartiers Nord de Marseille pour s’installer à Vitrolles, il a alors onze ans. Exilé dans une banlieue pavillonnaire sur les bords de l’étang de Berre, il souffre de ce déracinement, du regard des autres vis-à-vis de sa couleur de peau « on devient noir dans le regard des autres ». Adolescent, il découvre le rap, le hip hop et le raggamuffin et trouve dans la musique et la danse un moyen d’extérioriser ses émotions et de combattre ses complexes.
En 1990, drand cap vers la musique, l’écriture et le rap. Élève très peu studieux, Toko est plutôt attiré par l’écriture, le rap, et le style deejay. Il participe à un atelier animé par le Massilia Sound System. Il croise le micro avec Touré et Kurtis Entor. L’un est métis franco-ivoirien et l’autre métis franco-tchadien. Leur complicité grandit, ils lancent dans l’aventure et forment le groupe de rap Black Lions.
En avril 1991, participation au premier festival rap au stadium de Vitrolles avec IAM, NTM et Tonton David. L’aventure démarre alors : émission Pollen sur France Inter, Francofolies de la Rochelle, Transmusicales de Rennes... Ils forgent leur style, écume les petits lieux et scènes nationales. Le maxi Double tribu sort en novembre 1994, avant leur séparation.
Toko Blaze multiple les rencontres artistiques, les collaborations discographiques et les apparitions scéniques. Roi de l’interstice, il s’improvise commentateur de football africain sur les premiers albums du Massilia Sound System.
En 2002, il collecte toutes ses œuvres inédites et réalise l’album Guest Star, comprenant des tubes comme Rose réalisé par Tyrone Downie et Yovo M’boueke. Passant d’un rôle d’invité à celui d’artiste confirmé, il ne tarde pas à se faire un public et à enchaîner les concerts à travers l’Europe et l’Afrique, accompagné sur scène par les musiciens du groupe Jamasound avec lesquels il enregistre les titres Royaume du bitume et Ba li Balan.
Même s’il prend une orientation beaucoup plus reggae, Toko n’a pas coupé les liens avec le milieu hip hop et participe aux projets OM all stars et Chroniques de Mars, qui sortent chez Sony-BMG. Orchestré par Imhotep, il enregistre avec Bouga (Belsunce breakdown) et Sista Micky le titre Dans la rue pour la compilation Marseille reggae all stars.
On notera aussi le duo mémorable avec Akhenaton sur un remix du groupe IAM Quand ils rentraient chez eux, paru sur l’album Soldats de fortune.
Toujours avide d’expériences nouvelles, il va se tester au punk rock en rejoignant Oai Star de Lux Botté et Gari Grèu sur le titre Mets les watts ! Pendant plus de 2 ans, ils vont user leurs semelles sur les scènes de l’Hexagone.
En 2015, il produit avec son acolyte Red Sugar Easy Steady, sixième album studio qui vient bousculer le conformisme actuel. Deux mois plus tard, il sera nommé aux Victoires du reggae dans la catégorie « album reggae français ».
En 2020, en pleine épidémie planétaire de coronavirus, il propose une nouvelle expérience musicale avec l'album Tropical Cut, comprenant 12 titres reggae/hiphop teintés de sonorités africaines. Nommé à son tour aux victoires du reggae dans la catégorie « coup de cœur public ».
En 2023, il revient au devant de la scène avec un nouveau projet intitulé Toko Blaze Meets FXXL Music. Il s'associe ainsi avec le crew marseillais TTT Sound et son producteur FXXL pour délivrer un projet 100% digital. Le projet est composé de dix titres vitaminés dans lesquels il dénonce les problèmes politiques et sociaux qui gangrènent sa ville, sans oublier des thèmes plus légers et surtout des vibes dansantes.
En parallèle, il publie son premier recueil, Carnaval des bagnards, en collaboration avec Dapé, compositeur et multi instrumentiste (Raspigaous, 38 Dub Band, Redlight), pour une œuvre transversale, à la dimension littéraire aussi bien que musicale et visuelle. Toko raconte. En chantant et en tchatchant, il nous conte l’histoire originale des tribulations d’une ombre pendant le carnaval. Le récit se déroule sur l’île imaginaire de Saint-Sébastien, morceau d’un archipel lointain. A la fois déclamée sur des musiques originales atmosphériques et chantées sur des adaptations de vieux calypso traditionnels – ou d’autres compositions spécialement créées – les scènes illustrent chaque type de lumière rencontrée. Cette œuvre hybride dépeint un univers luxuriant et cosmopolite où se mêlent festivités, contestations et histoire d’amour.

## Discographie

### Albums studio
- Guest star [auto-prod/Musicast] 2002
- Rhythm’n’tchache [Le petit mas/Mosaïc] 2006
- Ruff Tuff [auto-prod/Africa Fête] 2006
- Urban griot [Believe] 2009
- L’homme qu’on appelle... [Believe] 2010
- Tropical Cut [Believe] 2020
- Toko Blaze meets FXXL [Believe] 2023

### EP
- Double tribu [Roker promocion/Bondage] 1994
- Stand Up! Speak Up! [Believe] 2008
- Negra Musica [Believe] 2010
- Made in [Believe] 2013
- J’aime [Believe] 2015
- Numéro 10 [Believe] 2018
- Si tu me quittes [Believe] 2022
- Amor [Believe] 2022

## Publications
- Carnaval des bagnards, auto-édité, 2023, 90 p.   (ISBN 979-10-415-1728-2)

## Participations
- Compilation Tous dans le même bateau [Sos Méditerranée] 2018
- Namor Canal historique [Artistreet- Keyzit] 2011
- Akhenaton, Face B [Emi] 2010
- Compilation « Chroniques de Mars 2 » [Sony- bmg] 2007
- Akhenaton, Soldats de fortune [361/Naïve] 2006
- Compilation Om all-stars [Sony-bmg] 2005
- Dupain, Les vivants [Bleu electric/Corida] 2005
- Oai Star, Oaistar [Adam/wagram] 2004
- Compilation Fiesta des suds 2003 [LG/Next music] 2003
- Compilation Kongpilation [Banana Juice] 2003
- Compilation Marseille reggae all stars [Polydor/ Universal] 2002
- Jamasound, Superpanoramas [Patate records/Tripsichord] 2002
- Compilation Face cachée de Mars [Globe/Sony music] 1997
- Compilation Ragga baleti [Shaman/ Universal] 1995
- EP Double tribu' [Roker promocion/Bondage] 1994